# Súper pá
Súper pá es una serie de televisión colombiana producida por Teleset para RCN Televisión en 2008, es una adaptación de la serie argentina ¡Grande, pá!.

## Historia
Cuenta la historia de un hombre viudo llamado "Nicolás" y sus tres hijas: Antonia, Camila y Juliana, el "Súper Pá" tiene que lidiar cada día con las aventuras y travesuras de sus hijas, además de su trabajo y su novia. Su hija Antonia, se encuentra en plena adolescencia y época de rebeldía, su hija Camila está entrando a la adolescencia y sufriendo varios cambios en su cuerpo, además de que descubre su primer amor, Juliana su hija menor es medio traviesa, y junto a su perrita "Ramona" viven muchas aventuras. El mayor reto de Nicolás es sacar adelante a sus hijas, pero se da cuenta de que no puede solo por lo que decide contratar a "Maribel", una especie de "Nana" que lo ayuda y lo aconseja.

## Éxito
En sus primeros días al aire Súper Pá, ha mostrado altos niveles de audiencia, superando a su principal competencia Patito Feo del canal caracol.
Pero luego se desplomó, siendo doblado por esta.
Ya que Super Pá cayó a 3,5 y Patito Feo se mantuvo en 6

## Personajes

### Principales
- Maribel (Aura Helena Prada): Es la niñera que consiguieron las tres niñas, llegó a la casa en un momento de desesperación porque dejó a su novio, encontró el amor y el cariño en las hijas de "Nicolás", pero la tía "Norma" hace hasta lo imposible para que ella se vaya de la casa.
- Nicolás Cortés (Juan Pablo Gamboa): es un hombre viudo que tiene que lidiar con sus tres hijas: Juliana, Camila y Antonia. Su novia se llama "Fernanda" y trabaja en una empresa de confección de prendas interiores femeninas. Su principal apoyo es "Maribel", la niñera de sus hijas.

- Juliana Cortés (Juliana Velásquez): Es la menor de las tres hijas de "Nicolás", tiene una pequeña perrita llamada "Ramona", es la más traviesa de todas.

- Camila Cortés (Laura Torres): Es la del medio de las tres hijas de "Nicolás" está entrando a la adolescencia y está experimentando cambios en sí misma, siempre se pone la ropa y usa el maquillaje de Antonia, ya que la admira, pero aunque Antonia le da rabia que utilice sus cosas, la comprende porque ya es adolescente, está enamorada de "Plutarco".

- Antonia Cortés (Patricia Bermúdez): Es la mayor de las tres hijas de "Nicolás" está en plena adolescencia, por lo que se comporta un poco rebelde y en ocasiones le da mucho problemas al "Súper Pá", es muy buena amiga con sus dos hermanas: Juliana y Camila.

### Secundarios
- Norma (Patricia Castaño): Es la tía de las niñas por parte de la madre, es una persona de un carácter muy fuerte y es muy estricta ya que es soltera y en su niñez sus padres no la dejaron tener al novio que ella quería, por lo que es solitaria y seria, a las hijas del "Súper Pá" no les gusta que ella las visite ya que no las deja tranquilas.

- Alfredo (Julio Sánchez Cóccaro): Es el mejor amigo de "Nicolás", el "Súper Pá", es el que lo apoya y lo ayuda a tomar decisiones, es dueño de un bar llamado "Fredo´s" y es el que le hace entender los problemas y las soluciones a los problemas con sus hijas, las niñas le llaman "Tío Alfredo".

- Cristina del Corral (Ángela Vergara): Es una clienta de "Nicolás", es propietaria de una reconocida Boutique de ropa femenina, ella se enamora de "Nicolás" por lo cual, lo ayuda y le colabora con los problemas de sus hijas.

- Fernanda (Viña Machado): Es la novia de "Nicolás", es dueña de una Boutique de ropa femenina, comienza a competir con "Cristina del Corral" por el amor de "Nicolás".

- Aidé (María Isabel Henao): Es la secretaria de "Nicolás" el "Súper Pá", ella al igual que "Cristina" y que "Fernanda" está enamorada de su jefe "Nicolás", su amor por él es en secreto aunque en ocasiones muy evidente.

- Plutarco (Camilo): Tiene 15 años y es el primer amor de "Camila" la hija del medio del "Súper Pá", él es el primo de "Carlos" el primer novio de "Antonia" la hija mayor, al momento que Camila escuchó el nombre no le gustó pero al verlo y estar con él se enamoró completamente y también novio de daniella.

- Esteban (Mateo Rueda): Es el asistente que le hará la vida imposible a "Nicolás", el "Súper Pá", es el que se encarga de llevar las situaciones simples a complejos malentendidos, enamorador y esquivo del trabajo, provoca más de un dolor de cabeza a los personajes que se cruzan en su camino.

- Laura (Natalia Mercado): Es la amiga de Camila que participa con ella en el patinaje y le ayuda con los chicos y siempre le da la mano en todo son mejores amigas.

## Elenco
- Juan Pablo Gamboa es "Nicolás"
- Aura Helena Prada es "Maribel".
- Patricia Bermúdez es "Antonia".
- Laura Torres (actriz colombiana) es "Camila".
- Juliana Velásquez es "Juliana".
- Viña Machado es "Fernanda".
- Ángela Vergara es "Cristina".
- Camilo es "Plutarco".
- Natalia Mercado Zambrano es "Laura".
- Patricia Castaño" es "Norma".
- Julio Sánchez Cóccaro es "Alfredo".
- María Isabel Henao es "Aidé".
- Mateo Rueda es "Esteban Chalela".
- María Nela Sinisterra es "Violeta".
- Juan Sebastian Tibata Méndez es "Jerónimo Madera".
- Variel Sánchez es "Lucas".
- Ana María Medina es "Paula".
- Paula Barreto es "Daniela"
- Francisco Bolívar es "Pipe".
- Oscar Mauricio Rodríguez es "Manuel".
- Pedro Rendón es "Miguel".

## Emisiones en otros países
- Venevisión
- TVN Panamá
- Antena Latina
- Frecuencia Latina
- Telefuturo
- Trecevisión